# Hudson Mohawke
Ross Birchard (Glasgow, 11 februari 1986), beter bekend onder zijn artiestennaam Hudson Mohawke, is een Schotse producer van elektronische muziek. Hij staat onder contract bij Warp Records, het LuckyMe collectief en bij Kanye Wests label GOOD Music, op het sublabel Very GOOD Beats.
- Bibsys: 13003090
- Bibliothèque nationale de France: cb17019267b (data)
- International Standard Name Identifier: 0000 0004 5854 4334
- Library of Congress Control Number: no2016078310
- MusicBrainz: 3d403d44-36ce-465c-ad43-ae877e65adc4
- Virtual International Authority File: 33145970031932250633